# Dominik Stipsits
Dominik Stipsits (* 1. September 1994 in Korneuburg) ist ein österreichischer Badmintonspieler.

## Karriere
Stipsits begann 2002 in Wien Badminton zu spielen. 2010 gab er sein internationales Debüt, bevor er 2013 in die österreichische Nationalmannschaft aufgenommen wurde und seitdem im Nationalteamstützpunkt Wien des Leistungszentrums des Bundesheers trainierte. Im gleichen Jahr siegte Stipsits bei den nationalen Juniorenmeisterschaften mit Matthias Almer und stand bei den Österreichischen Meisterschaften an der Seite von Katrin Neudolt auf dem Podium. 2015 triumphierte er mit dem AS Logistik Mödling in der Bundesliga Österreichs. Außerdem erreichte bei den nationalen Titelkämpfen im Herrendoppel das Endspiel und wurde auch im Jahr darauf Vizemeister. Bei der Peru International Series zog Stipsits 2017 ins Finale ein, bevor er mit seinem Sieg bei den Bulgarian International zum ersten Mal bei einem internationalen Wettkampf erfolgreich war. Außerdem wurde er mit Roman Zirnwald zum dritten Mal in Folge Zweiter bei den Österreichischen Meisterschaften. 2018 wurde Stipsits in zwei Disziplinen Vizemeister bei den nationalen Meisterschaften und erreichte international mit Philip Birker die Endspiele bei den Croatian International und den Slovenian International. Im nächsten Jahr wurde er sowohl im Herrendoppel, als auch im Mixed mit Serena Au Yeong österreichischer Meister und triumphierte bei den Bulgarian International. Außerdem nahm er für Österreich an den Europaspielen in Minsk teil, scheiterte jedoch in der Gruppenphase. 2020 verteidigte Stipsits mit Birker seinen Titel bei den nationalen Titelkämpfen und wurde im Gemischten Doppel Zweiter. Im Jahr darauf erspielte er bei den Meisterschaften erneut eine Silbermedaille und eine Goldmedaille, bevor er 2022 im Herrendoppel Vizemeister wurde.

## Sportliche Erfolge
| Jahr | Veranstaltung                  | Platz | Disziplin    | Spielpartner   |
| ---- | ------------------------------ | ----- | ------------ | -------------- |
| 2017 | Peru International Series 2015 | 2.    | Herrendoppel | Roman Zirnwald |
| 2017 | Bulgarian International 2017   | 1.    | Mixed        | Antonia Meinke |
| 2018 | Croatian International 2018    | 2.    | Herrendoppel | Philip Birker  |
| 2018 | Slovenia International 2018    | 2.    | Herrendoppel | Philip Birker  |
| 2019 | Bulgarian International 2019   | 1.    | Herrendoppel | Philip Birker  |

| Jahr | Veranstaltung                                | Platz | Disziplin    | Spielpartner        |
| ---- | -------------------------------------------- | ----- | ------------ | ------------------- |
| 2013 | Österreichische Juniorenmeisterschaft 2013   | 1.    | Herrendoppel | Matthias Almer      |
| 2013 | Österreichische Meisterschaft 2013           | 3.    | Mixed        | Katrin Neudolt      |
| 2015 | Österreichische Meisterschaft 2015           | 2.    | Herrendoppel | Roman Zirnwald      |
| 2015 | Österreichische Badminton-Bundesliga 2014/15 | 1.    | Mannschaft   | AS Logistik Mödling |
| 2016 | Österreichische Meisterschaft 2016           | 2.    | Herrendoppel | Roman Zirnwald      |
| 2016 | Österreichische Badminton-Bundesliga 2015/16 | 2.    | Mannschaft   | AS Logistik Mödling |
| 2017 | Österreichische Meisterschaft 2017           | 2.    | Herrendoppel | Roman Zirnwald      |
| 2018 | Österreichische Meisterschaft 2018           | 2.    | Herrendoppel | Philip Birker       |
| 2018 | Österreichische Meisterschaft 2018           | 2.    | Mixed        | Antonia Meinke      |
| 2019 | Österreichische Meisterschaft 2019           | 1.    | Herrendoppel | Philip Birker       |
| 2019 | Österreichische Meisterschaft 2019           | 1.    | Mixed        | Serena Au Yeong     |
| 2020 | Österreichische Meisterschaft 2020           | 1.    | Herrendoppel | Philip Birker       |
| 2020 | Österreichische Meisterschaft 2020           | 2.    | Mixed        | Serena Au Yeong     |
| 2021 | Österreichische Meisterschaft 2021           | 1.    | Herrendoppel | Philip Birker       |
| 2021 | Österreichische Meisterschaft 2021           | 2.    | Mixed        | Serena Au Yeong     |
| 2022 | Österreichische Meisterschaft 2022           | 2.    | Herrendoppel | Roman Zirnwald      |